# Френк Камінськи
Френсіс Стенлі Камінськи III (англ. Francis Stanley Kaminsky III, нар. 4 квітня 1993, Вінфілд, Іллінойс, США) — американський професійний баскетболіст, важкий форвард і центровий команди НБА «Атланта Гокс».

## Ігрова кар'єра
На університетському рівні грав за команду Вісконсин (2011–2015). Визнавався найкращим баскетболістом року та був включений до першої збірної турніру NCAA.
2015 року був обраний у першому раунді драфту НБА під загальним 9-м номером командою «Шарлотт Горнетс». Професійну кар'єру розпочав 2015 року виступами за тих же «Шарлотт Горнетс», захищав кольори команди із Шарлотта протягом наступних 4 сезонів. 15 лютого 2017 року в матчі проти «Торонто Репторз» встановив особистий рекорд результативності, набравши 27 очок. 25 лютого в матчі проти «Сакраменто Кінгс» набрав 23 очки та рекордні для себе 13 підбирань.
З 2019 по 2022 рік грав у складі «Фінікс Санз». 2021 року разом з командою дійшов до фіналу НБА, проте «Фінікс» програв «Мілвокі Бакс».
2022 року став гравцем «Атланта Гокс».

## Статистика виступів

### Регулярний сезон
| Сезон             | Команда           | GP  | GS | MPG  | FG%  | 3P%  | FT%  | RPG | APG | SPG | BPG | PPG  |
| ----------------- | ----------------- | --- | -- | ---- | ---- | ---- | ---- | --- | --- | --- | --- | ---- |
| 2015–16           | «Шарлотт Горнетс» | 81  | 3  | 21.1 | .410 | .337 | .730 | 4.1 | 1.2 | .5  | .5  | 7.5  |
| 2016–17           | «Шарлотт Горнетс» | 75  | 16 | 26.1 | .399 | .328 | .756 | 4.5 | 2.2 | .6  | .5  | 11.7 |
| 2017–18           | «Шарлотт Горнетс» | 79  | 4  | 23.2 | .429 | .380 | .799 | 3.6 | 1.6 | .5  | .2  | 11.1 |
| 2018–19           | «Шарлотт Горнетс» | 47  | 0  | 16.1 | .463 | .360 | .738 | 3.5 | 1.3 | .3  | .3  | 8.6  |
| 2019–20           | «Фінікс Санз»     | 39  | 13 | 19.9 | .450 | .331 | .678 | 4.5 | 1.9 | .4  | .3  | 9.7  |
| 2020–21           | «Фінікс Санз»     | 47  | 13 | 15.2 | .471 | .365 | .617 | 4.0 | 1.7 | .3  | .4  | 6.6  |
| 2021–22           | «Фінікс Санз»     | 9   | 0  | 20.1 | .545 | .333 | .900 | 4.6 | 1.4 | .9  | .8  | 10.6 |
| Усього за кар'єру | Усього за кар'єру | 377 | 49 | 21.0 | .429 | .348 | .743 | 4.1 | 1.6 | .4  | .4  | 9.4  |

### Плей-оф
| Сезон             | Команда           | GP | GS | MPG  | FG%  | 3P%  | FT%   | RPG | APG | SPG | BPG | PPG |
| ----------------- | ----------------- | -- | -- | ---- | ---- | ---- | ----- | --- | --- | --- | --- | --- |
| 2015–2016         | «Шарлотт Горнетс» | 7  | 5  | 27.1 | .304 | .294 | .810  | 4.3 | 1.1 | .9  | .7  | 7.1 |
| 2020–2021         | «Фінікс Санз»     | 10 | 0  | 6.8  | .455 | .200 | 1.000 | 1.4 | 1.4 | .2  | .3  | 2.2 |
| Усього за кар'єру | Усього за кар'єру | 17 | 5  | 15.2 | .353 | .273 | .818  | 2.6 | 1.3 | .5  | .5  | 4.2 |